# Hertha 03 Zehlendorf
Hertha 03 Zehlendorf – niemiecki klub piłkarski, grający obecnie w Berlin-Lidze (odpowiednik szóstej ligi), mający siedzibę w mieście Berlin, w dzielnicy Zehlendorf.

## Historia
- 10.03.1892 – został założony jako Thor- and FC Germania 1903 Zehlendorf
- 1906 – odłączenie sekcji piłkarskiej jako FC Hertha 06 Zehlendorf
- 1911 – połączył się z TuFC Germania 03 tworząc BFV 03 Zehlendorf
- 1919 – połączył się z Hertha 06 Zehlendorf tworząc Hertha 03 Zehlendorf
- 1938 – połączył się z SC Union 24 Lichterfelde tworząc SC Hertha-Union 03 Zehlendorf
- 1945 – został rozwiązany
- 1945 – został na nowo założony jako SG Zehlendorf
- 1949 – zmienił nazwę na FC Hertha 03 Zehlendorf

## Sukcesy
- 9 sezonów w Oberlidze Berlin (1. poziom): 1953/54 i 1955/56-1962/63.
- 11 sezonów w Regionallidze Nord (2. poziom): 1963/64-1973/74.
- amatorskie mistrzostwo Niemiec: 1979 (finał)
- mistrzostwo Berlina: 1969, 1970 i 1979
- Puchar Berlina: 1977, 1982 i 1989